# Botrychium campestre
Botrychium campestre är en låsbräkenväxtart som beskrevs av Wagner och Farrar. Botrychium campestre ingår i släktet låsbräknar, och familjen låsbräkenväxter. Inga underarter finns listade i Catalogue of Life.

## Bildgalleri

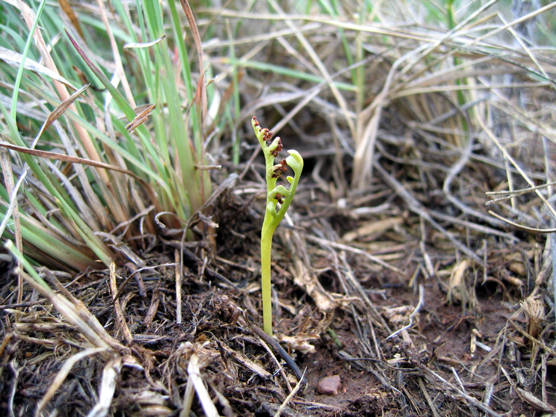